# 唐鉉
唐鉉（？—？），號節玉，河南開封府祥符縣籍睢州人，明朝政治人物。

## 生平
萬曆四十年（1612年）壬子科河南鄉試第六十四名舉人，崇禎十年（1637年），登丁丑科會試第二百六十九名，廷試二甲第四十四名进士。工部观政，十一年授開州知州，曾编纂《開州志》，十三年丁憂，十五年補定州知州。

## 家族
曾祖唐贤，祖唐淮，父唐学麟。